# 番红花城市购物中心
番红花城购物中心是位于莫斯科州克拉斯诺戈尔斯克的一个购物中心。购物中心高二层，其设计融合了新古典主义和东方建筑风格，使用天然石材建造，于2002年开业。
2024年3月22日，购物中心周边设施遭到伊斯兰国呼罗珊省的恐怖袭击。